# بیدنیجا
بیدنیجا (به مالتایی Ir-Raħal tal-Bidnija) روستایی در کشور مالت می‌باشد. 
این شهر ۳۰۸ نفر جمعیت دارد؛ و ۶٫۴ کیلومتر مربع مساحت دارد.

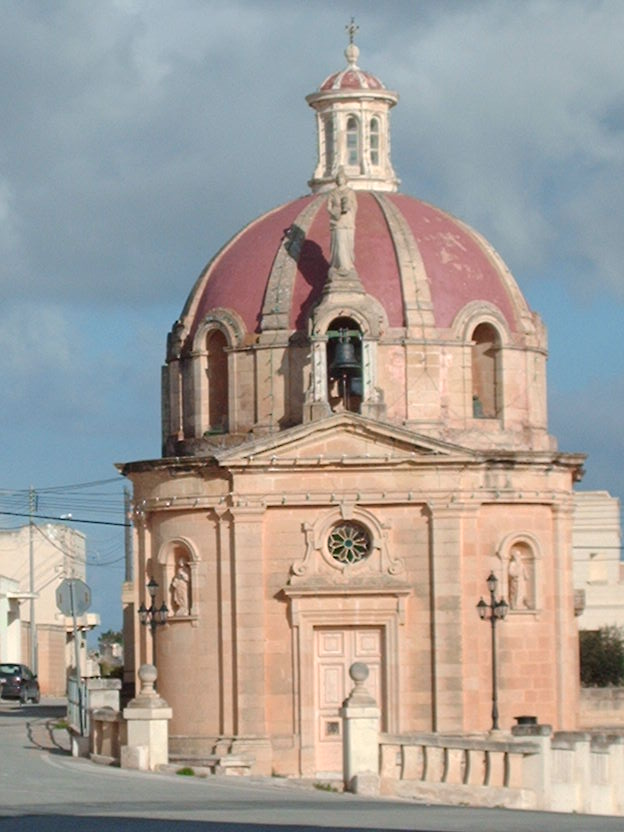
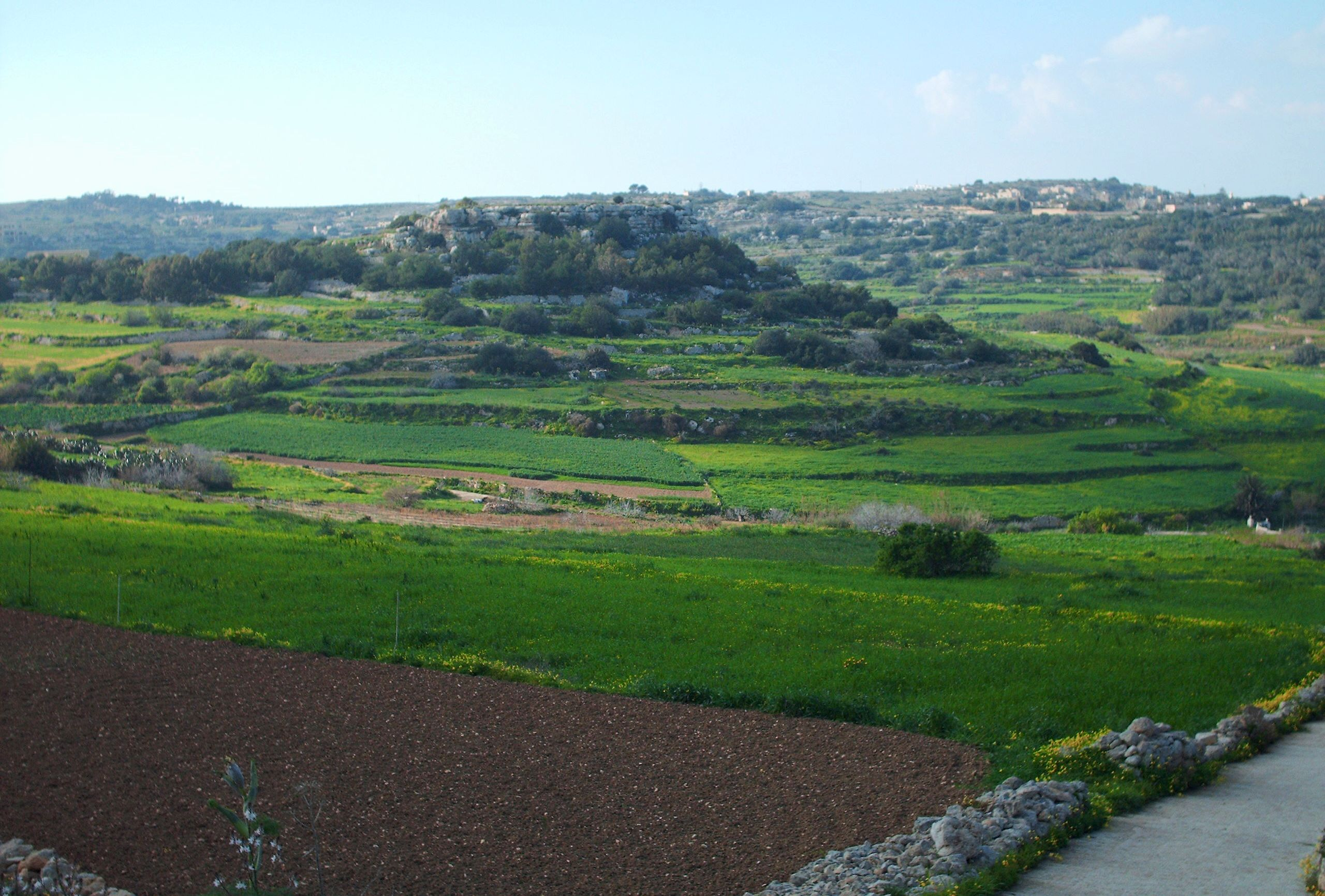